# Viking Link
De Viking Link is een geplande gelijkstroom-hoogspanningskabel over de bodem van de Noordzee tussen Denemarken en Engeland. De kabel krijgt een capaciteit van 1400 megawatt (MW).

## Ligging
De kabel krijgt een lengte van 760 kilometer en wordt gelegd in het Deens, Duitse, Nederlandse en Britse deel van de Noordzee. De kabel wordt langer dan de NorNed-kabel (580 km) en verdringt deze van de eerste plaats als langste onderzeekabel ter wereld. De kabel komt te liggen tussen zuid Jutland en Bicker Fen in Lincolshire in Engeland.

## Techniek
De kabel krijgt een capaciteit van 1400 MW bij 400 kV en zal omstreeks 2022 in gebruik komen. De verbinding wordt tot stand gebracht met de hoogspanningsgelijkstroomtechniek (HVDC) waardoor de energieverliezen bij transport veel kleiner zijn dan wanneer van wisselstroom gebruik zou worden gemaakt. Aan de beide uiteinden van de kabel bevinden zich omvormers die de wisselstroom vanuit de nationale netten gelijkrichten, en inverters die de gelijkstroom omvormen naar wisselstroom, waarmee de nationale netten weer gevoed worden.
Het is een project van het Britse National Grid en het Deens Energinet.dk en vergt een investering van ruim 13 miljard Deense kronen.

## Vergelijkbare kabels
Vergelijkbare kabels liggen al tussen Noorwegen, Denemarken, Zweden en Duitsland. Tussen Noorwegen en Denemarken is dit de Cross-Skagerrak. Tussen Zweden en Duitsland is dit de Baltic Cable. Een soortgelijke verbinding tussen Nederland en Groot-Brittannië, de zogenaamde BritNed-kabel werd op 1 april 2011 in gebruik genomen. Tussen België en Groot-Brittannië ligt de Nemo Link, in gebruik sinds 31 januari 2019.